# Eyach (Neckar)
Die Eyach ist ein etwa 50 km langer rechter Nebenfluss des Neckars in Baden-Württemberg. Ihr mittlerer Abfluss an der Mündung beträgt 3,23 m³/s.

## Name
Im Balinger Schwäbisch hat sich der Artikel fest mit dem Substantiv verbunden, so dass von „dr D-Eye“ gesprochen wird. Auch in älteren Berichten findet sich die Bezeichnung „Deya“, so in der Topographia Sueviae von Matthäus Merian von 1643/1656. Der Name stammt vom mittelhochdeutschen Īwaha mit der Bedeutung 'Eibenfluss'.

## Geographie

### Verlauf
Die Eyach entspringt auf der Schwäbischen Alb nördlich des Stadtteils Pfeffingen von Albstadt auf 833 m ü. NN Höhe, nur einen halben Kilometer von der Europäischen Wasserscheide zum Einzugsgebiet der dahinter zur Donau laufenden Schmiecha entfernt. Ihre ersten sieben Kilometer läuft sie südwärts bis nach Lautlingen, wo sie sich, nahe an einer Talwasserscheide im Osten zum Schmiecha-System, in einem Bogen nach Nordwesten kehrt und dabei bald aus der Alb ins tiefer gelegene Südwestliche Albvorland austritt.
Ab Balingen, wo an der alten Stadtbefestigung mit der Steinach ein erster größerer Zufluss von links zumündet, fließt sie dann für ein halbes Dutzend Kilometer nordwärts bis zum Zufluss des rechten Klingenbachs. Von dort an verläuft sie wieder nordwestlich und vorbei am Haigerlocher Dorf Owingen, wo sie aus dem Albvorland in die Oberen Gäue wechselt, in Richtung Haigerloch. Kurz hinter Haigerloch mündet von links ihr größter Zufluss Stunzach.
Das verbleibende knappe letzte Drittel ihres Weges läuft sie in leicht schwankend nördlicher Großrichtung, oft in Mäandern ihres engen Tales. Nunmehr liegen nur noch kleinere Orte am Ufer. Beim Ort Eyach von Eutingen im Gäu mündet sie schließlich nach 50,4 km langem Weg auf 372 m ü. NN von rechts in den oberen Neckar. Ihr 50,4 km langer Lauf endet 461 Höhenmeter unterhalb ihrer Quelle, sie hat somit ein mittleres Sohlgefälle von 9,1 ‰.

### Zuflüsse

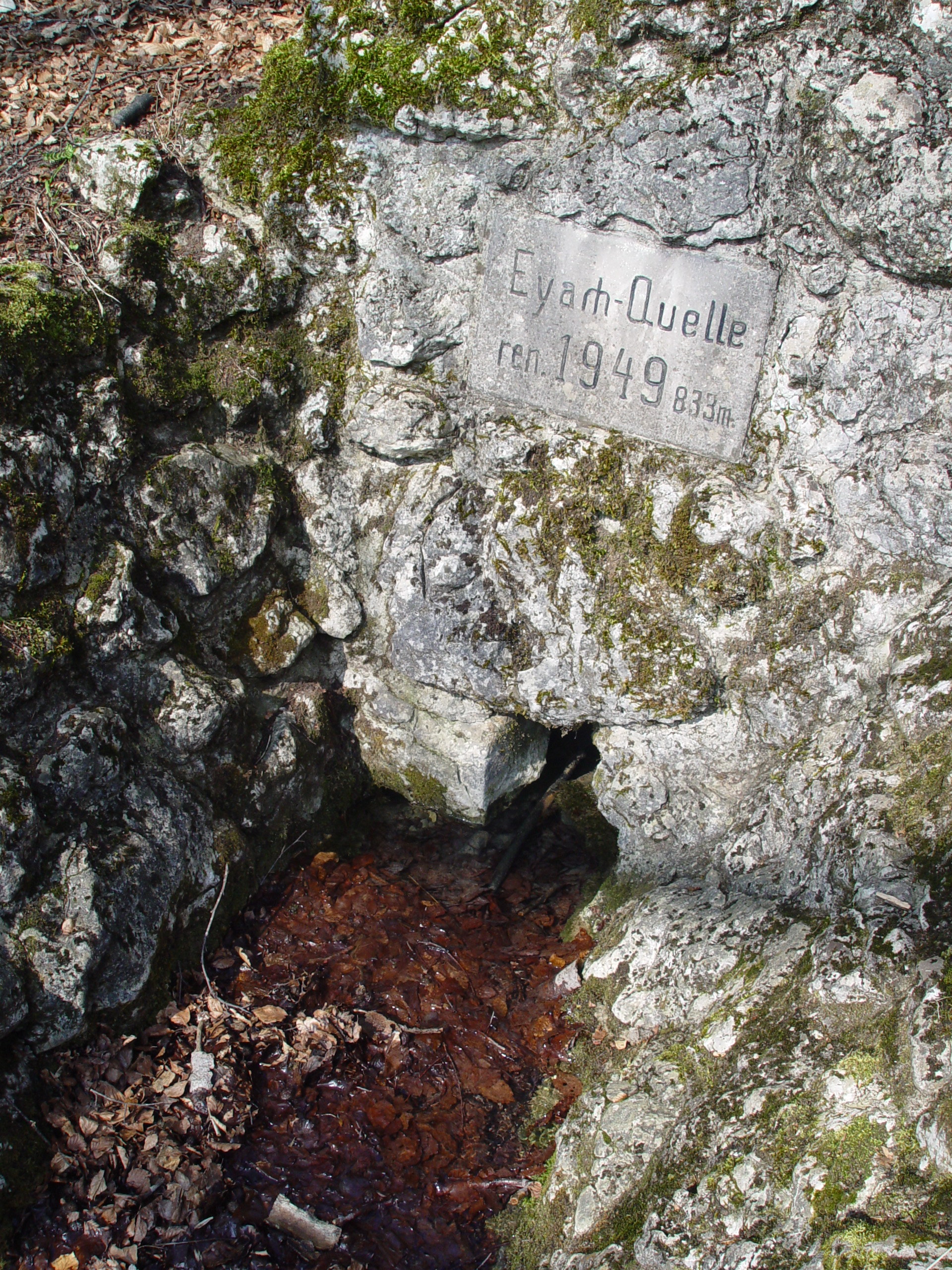
Die Quelle der Eyach nördlich von Albstadt-Pfeffingen

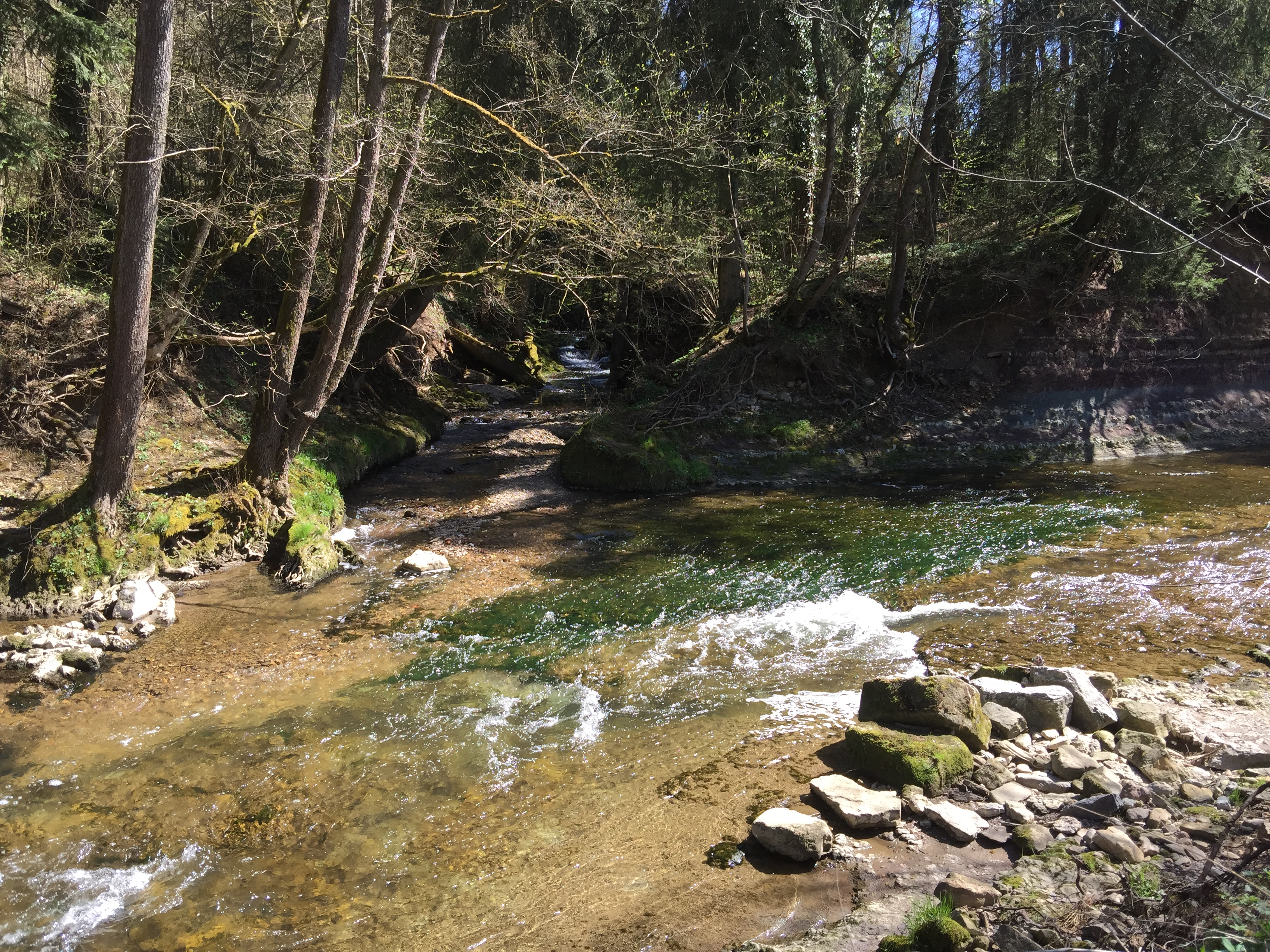
Mündung des Klingenbachs (hinten) in die Eyach (von rechts)

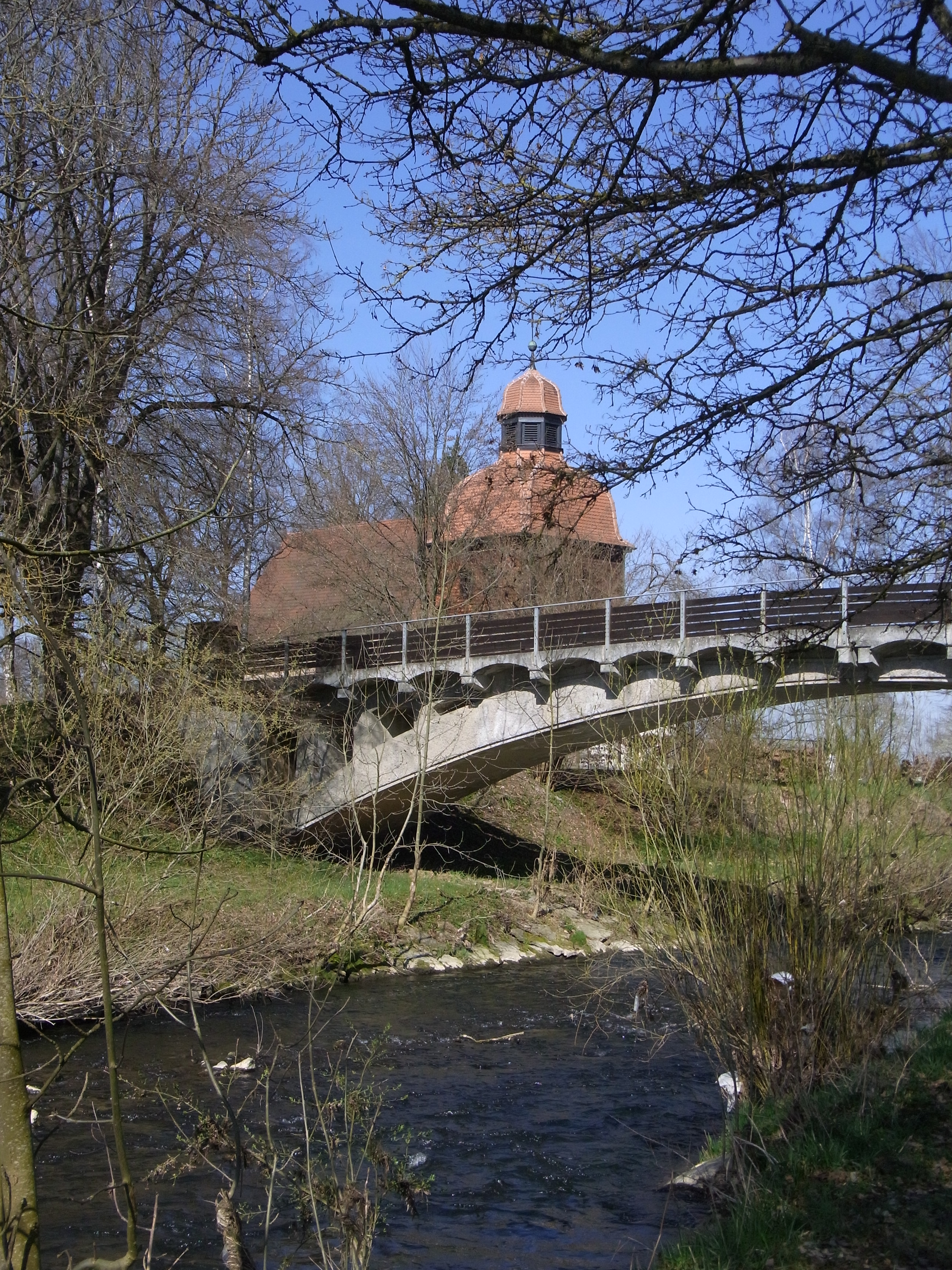
Die Eyachbrücke an der Weilerkirche bei Owingen

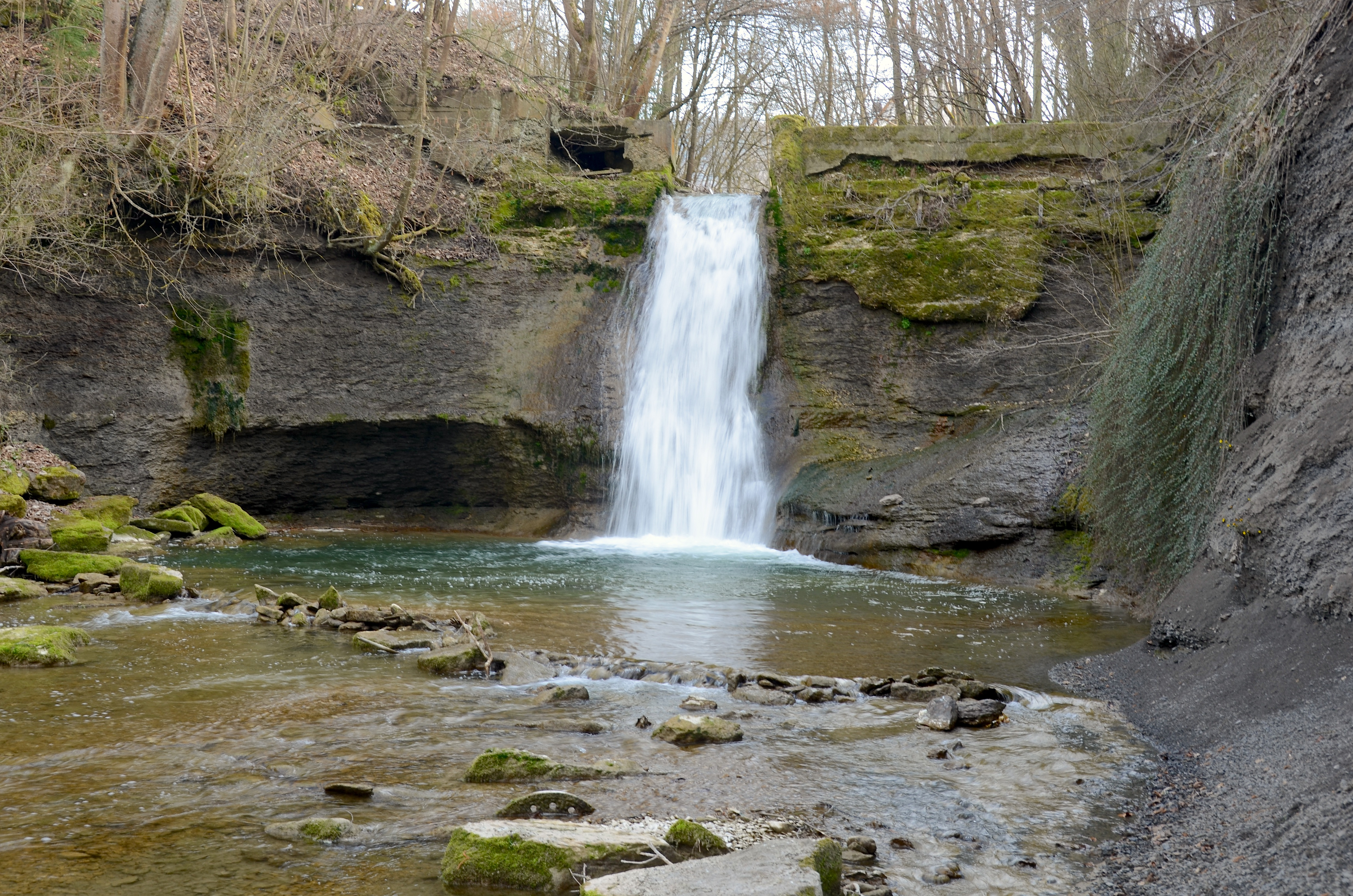
Der Wasserfall in Laufen an der Eyach

Hierarchische Liste der Zuflüsse jeweils von der Quelle zur Mündung. In der Regel ohne Mühlkanäle. Auswahl.
- Innentalbach (rechts, vor Albstadt-Pfeffingen), 0,6 km
- Buchbach (links, am Ortsanfang von Pfeffingen), 1,1 km
- Wünschtalbach (rechts, in Pfeffingen), 1,8 km
  - Eschenbach (rechts, am Ortsanfang von Pfeffingen), 1,0 km
- Kieserstalbach[7] (links, in Pfeffingen), 1,2 km
- Irrenbach (links, am Ortsende von Pfeffingen), 0,8 km
- Rohrbach (rechts), 1,1 km
- Ochsentalbach (links, gegenüber Albstadt-Margrethausen), 1,2 km
- Käsentaler Bach (rechts, in Margrethausen), 2,6 km und 2,9 km²
  - Königshaldenbach (rechts, wenig vor Margrethausen), 0,6 km
- Meßstetter Talbach (links, in Albstadt-Lautlingen) 4,1 km und 13,2 km²
  - Ebinger Talbach (rechts, in Lautlingen), 1,7 km
- Kehlenbach (rechts, gegenüber Lautlingen), 1,0 km
- Bruckbach (!) (links, in Lautlingen), 1,4 km
- (Bach aus den Reuten) (links, am Ortsende von Lautlingen), 0,9 km
- Lauterbach (links, beim Lauterbachhof vor Albstadt-Laufen an der Eyach), 2,0 km und 5,0 km²
- Steinbach (links, in Laufen), 3,6 km und 4,7 km²
- Eltschbach (rechts, in Laufen), 1,3 km
- Zerrenstallbach (links, nach Laufen), 2,2 km
- Hakenbach (links, bei Frommern-Säge), 1,7 km
- Strichgraben (links, am Ortsrand von Balingen-Frommern), 1,7 km
- Schalksbach (rechts, am Ortsende von Balingen-Dürrwangen), 1,9 km auf dem Namens-, 8,8 km auf dem Hauptstrang
  - Büttenbach (linker Hauptstrang-Oberlauf, bis nahe Balingen-Stockenhausen)
    - Roschbach (linker Hauptstrang-Oberlauf, bis Balingen-Zillhausen), 4,2 km und 3,8 km²
      - Roschbach (links, bei Albstadt-Roschbach), 0,8 km und ca. 0,5 km²

    - Aubenbach (rechter Nebenstrang-Oberlauf, bis Zillhausen)
      - (Bach vom Stein) (links, am Ortsende von Balingen-Streichen)
      - Bezighofenbach (links)

    - Erlengraben (links, in Zillhausen)
    - (Bach aus dem Wannental), (links, nahe bei Stockhausen)

  - (Bach vom Höchst) (rechter Nebenstrang-Oberlauf, bis fast gegenüber Stockenhausen), 1,2 km
  - (Bach vom Lachen) (links, nahe Dürrwangen)
- Rappentalbach (links, in Frommern)
- Bitzgraben (rechts, in Frommern)
- Grundbach (links, in Frommern)
  - Breitenbach (links, in Balingen-Weilstetten)
  - (Grundbach-Seitenarm) (rechts, entlang der Stadtteilgrenze Weilstetten/Frommern)
- Beutenbach (links, in Frommern)
  - Lochenbach (linker Hauptstrang-Oberlauf, bis zum Südrand von Weilstetten)
  - Mohlenbach (rechter Nebenstrang-Oberlauf, bis zum Südrand von Weilstetten)
    - Sulzbach (links, am Südrand von Weilstetten)
- Böllbach (rechts, am Ortsende von Frommern)
- Hühnerbach (links, entlang der Stadtteilgrenze Frommern/Endingen)
- Steinach (links, in Balingen), 12,3 km auf dem Hauptstrang und 31,3 km²
  - → Zuflüsse der Steinach
- Etzelbach (rechts, in Balingen)
- Reichenbach (rechts in Balingen vor der Stadtmühle)
  - Langenbach (rechter Hauptstrang-Oberlauf, bis gegenüber Balingen-Heselwangen)
  - (Bach aus dem Bühl) (linker Nebenstrang-Oberlauf, bis nahe Heselwangen)
- Talgraben (links, gegenüber der Stadtmühle)
  - Kaltenbrunnenbach (rechts, auf dem Hauptstrang, am Westrand von Balingen)
- Kaunterbach (links bei Balingen-Ostdorf), 10,1 km auf dem Hauptstrang
  - Talbach (linker Hauptstrang-Oberlauf, bis zum Südwestrand von Ostdorf)
    - Riedbach (rechter Hauptstrang-Oberlauf, bis zum Südwestrand von Geislingen)
      - (Bach aus dem Emertal) (links, bei Geislingen-Schießhaus)

    - (Bach aus dem Deutental) (linker Nebenstrang-Oberlauf, bis zum Südwestrand von Geislingen)
    - Zwerenbach (links, am Nordwestrand von Ostdorf)

  - Igelsbach (rechter Nebenstrang-Oberlauf, bis gegenüber dem Südwestrand von Ostdorf)
  - Kaunterbach (rechts, am Südrand von Ostdorf)
- Schnürgraben (links, bei Ostdorf)
- Talbach, Name zuvor Wertenbach ab etwas vor Engstlatt  (rechts, bei Balingen-Engstlatt), 6,8 km auf dem Hauptstrang ab dem Ursprung des Hinterbergenbachs
  - Sulzenbach (rechter Oberlauf, bis etwas vor Engstlatt)
    - Hinterbergenbach (linker Hauptstrang-Oberlauf)
    - Aspenbach (rechter Nebenstrang-Oberlauf)

  - Mamutenbach (linker Oberlauf)
- Klingenbach (rechts, nach der Böllatsmühle von Ostdorf), 11,8 km auf dem Hauptstrang und 17,8 km²
  - (Bach vom Ramselhau) (links, am Südrand von Bisingen-Thanheim)
  - Auchterbach (rechts, in Thanheim)
  - Borrenbach (links, in Bisingen)
    - Angelbach (rechts, in Thanheim)

  - Krebsbach (rechts, nach Thanheim)
- Talbach (rechts, an der Grenze von Grosselfingen zu Balingen)
  - (Bach vom Altenberg) (rechts, in Grosselfingen)
  - Raichbrunnen, Name vor Grosselfingen vielleicht Rehbrunnengraben (links, am Ortsende von Grosselfingen)
  - (Bach vom Hainburghof) (rechts)
- Mittelsbach (links, an der Weilerkirche vor Haigerloch-Owingen), 8,4 km
  - Mildersbach (rechter Hauptstrang-Oberlauf, bis zum Dattenbol bei Geislingen-Erlaheim)
    - Sulzbach (links)

  - Wolfsbach (linker Nebenstrang-Oberlauf, bis zum Dattenbol bei Erlaheim)
  - Lützelbach (rechts, an der Gipsmühle bei Owingen)
- Dietenbach (rechts gegenüber Owingen)
- Rötenbach oder Großer Kohlgrabenbach (links, in Owingen)
- Sulzbach (rechts, in einen Nebenkanal vor Haigerloch-Stetten)
- (Ableitung des Hochwasserrückhaltebeckens Schluchtgraben) (rechts, in Stetten)
- Stunzach (links, nach dem Salzwerk nach Stetten), 20,0 km auf dem Hauptstrang und 81,5 km²
  - → Zuflüsse der Stunzach
- Bruckbach (!) (rechts, gegenüber von Haigerloch)
- Butzengraben, durch Weildorf Dorfbach, vor Weildorf Schlattäckergraben (links, zwischen Haigerloch und Haigerloch-Karlstal)
  - Heidenwiesengraben (links, in Haigerloch-Weildorf)
- (Bach aus dem Engental) (rechts, in der Stadtteilgemarkung von Haigerloch-Trillfingen)
- (Bach aus dem Metzental) (links, in der Stadtteilgemarkung von Haigerloch-Bittelbronn)
- Laibebach (links, gegenüber Haigerloch-Bad Imnau), 6,1 km auf dem Hauptstrang
  - Graben zum Laibebach (links, bei Empfingen-Wiesenstetten)
- Feldbach (rechts, in Bad Imnau), 1,7 km
- Kegelbach (links, in Horb am Neckar-Mühringen), 0,9 km
  - (Bach aus der Burgklinge) (rechts, in Mühringen), 2,0 km
- Kohlwaldgraben (rechts, in Mühringen), 2,5 km und 1,2 km²

### Orte am Fluss
Auf ihrem knapp 50 Kilometer langen Weg nach Nordwesten durchquert oder streift die Eyach folgende Gemeinden:
- Albstadt (Pfeffingen, Margrethausen, Lautlingen, Laufen an der Eyach)
- Balingen (Dürrwangen, Frommern, Balingen, Engstlatt, Ostdorf)
- Haigerloch (Owingen, Stetten, Haigerloch, Bad Imnau)
- Horb am Neckar (Mühringen)
- Starzach (Felldorf)

Bei Eyach bzw. dem Bahnhof Eyach, zwei Kilometer westlich der Ortschaft Börstingen (Ortsteil von Starzach), mündet die Eyach in den Neckar.

## Landschaft

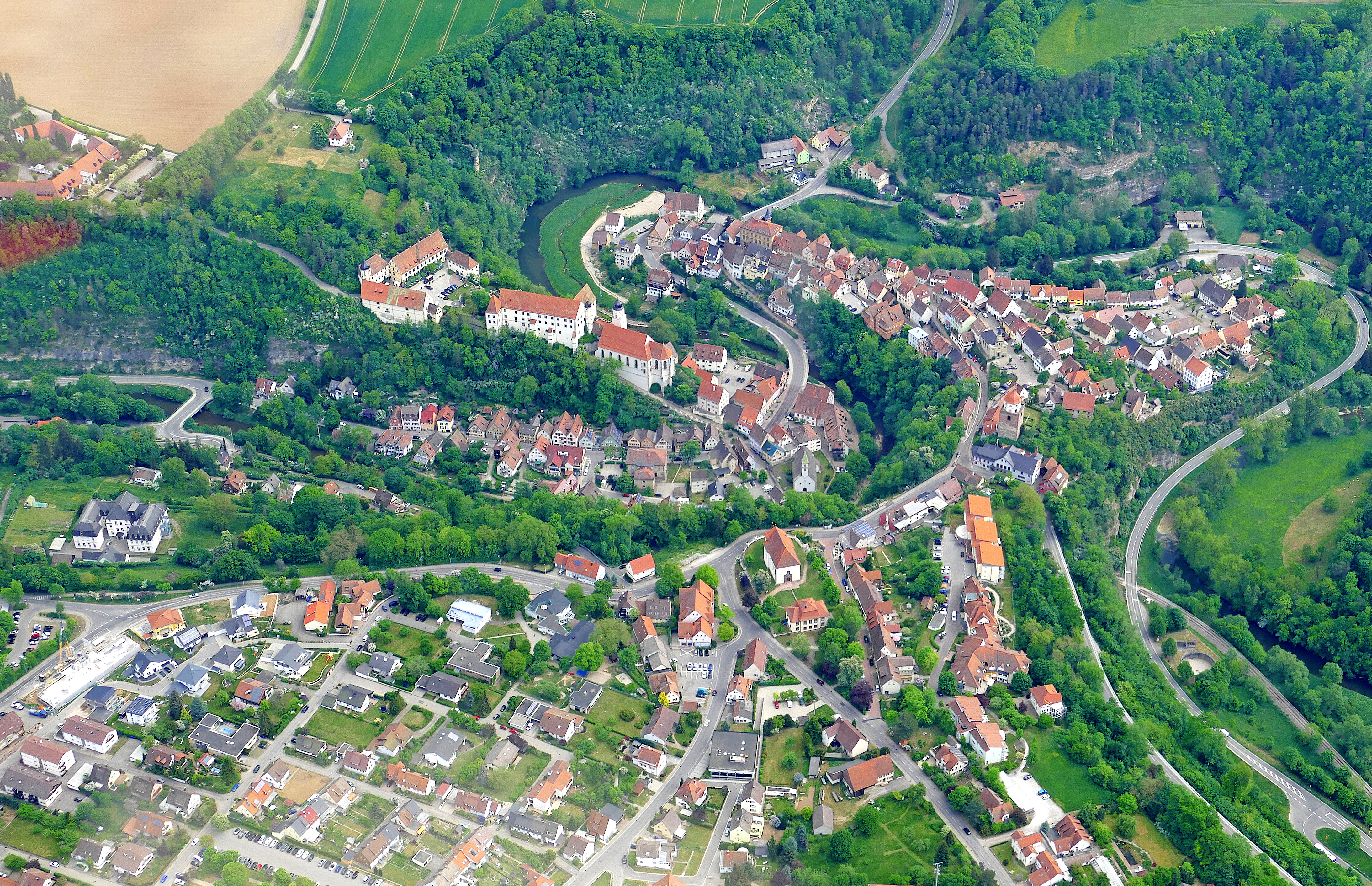
Luftbild des Zentrums von Haigerloch mit dem Muschelkalktal der Eyach

Die Eyach durchläuft auf ihrem gefällereichen Weg von der Schwäbischen Alb zum Neckar ein Tal, das einige beeindruckende Landschaftsbilder aufweist. Die Entstehung der malerischen Felsformationen von Schalksburgfelsen, Gräbelesberg und Lochenhörnle bei Laufen geht auf einen einstigen Nebenfluss der Urdonau zurück.

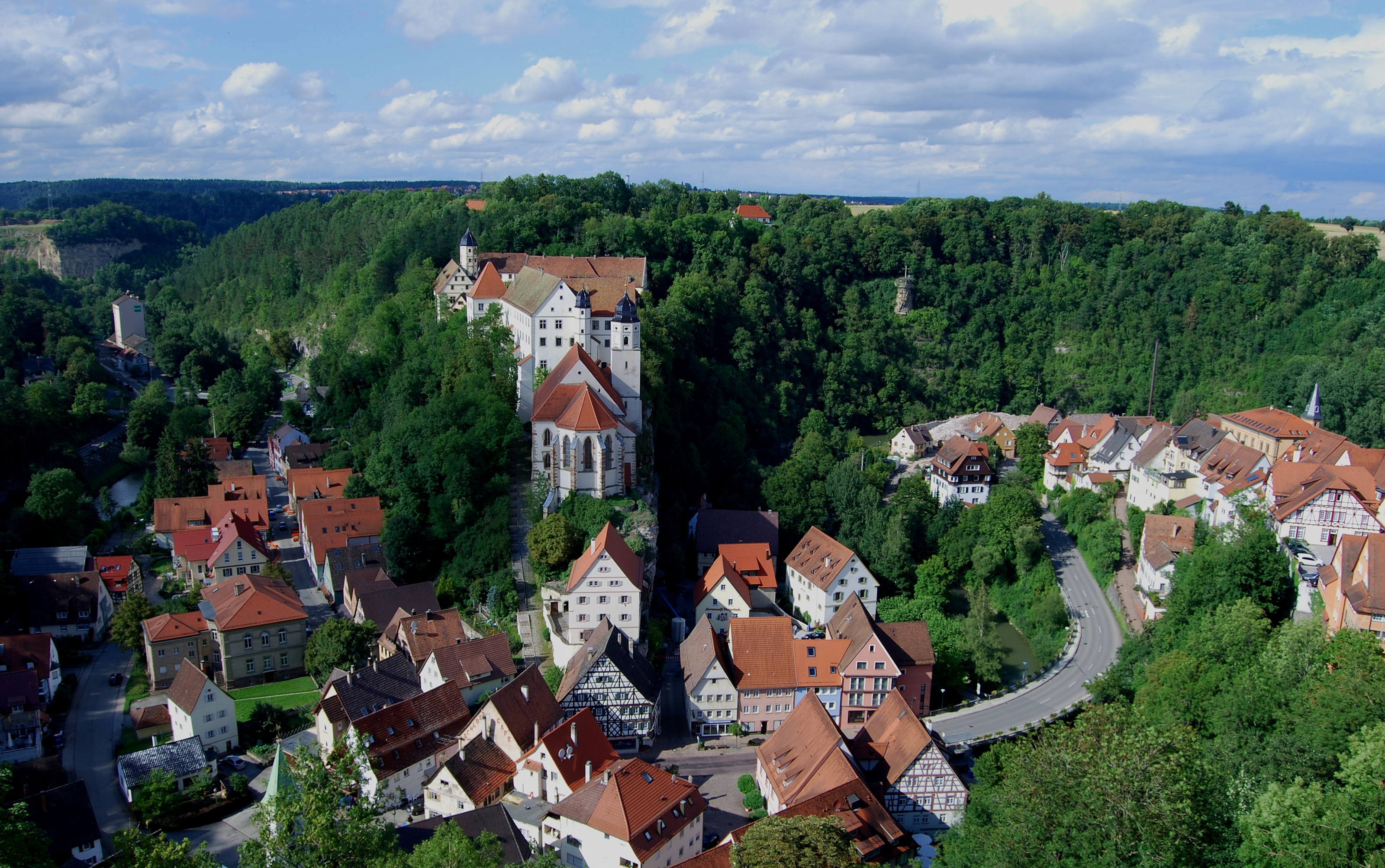
Tief eingeschnittenes, mäandrierendes Tal der Eyach in Haigerloch

Die heute in Gegenrichtung zu diesem fließende Eyach zeigt beispielhaft, wie sich das Flusssystem des Rheins auf Kosten des Donausystems erweitert. Die Flussanzapfungen zum Neckar hin haben zur Donau hin ein geköpftes Tal hinterlassen, über dessen Beginn nun die verlagerte Wasserscheide verläuft. Die Erosionskraft der Eyach hat an den harten Wasserfallschichten den wuchtigen, sechs Meter hohen Wasserfall der Eyach in Laufen (Eyachlaufen) entstehen lassen und ebenso die Tallandschaft bei Haigerloch, dem „Felsenstädtchen“. Dessen Stadtkern ist entlang einer Felswand erbaut (Ober- und Unterstadt). Das Schloss Haigerloch steht auf einem von der Eyach herausgeschnittenen Felsvorsprung.

## Hochwasser

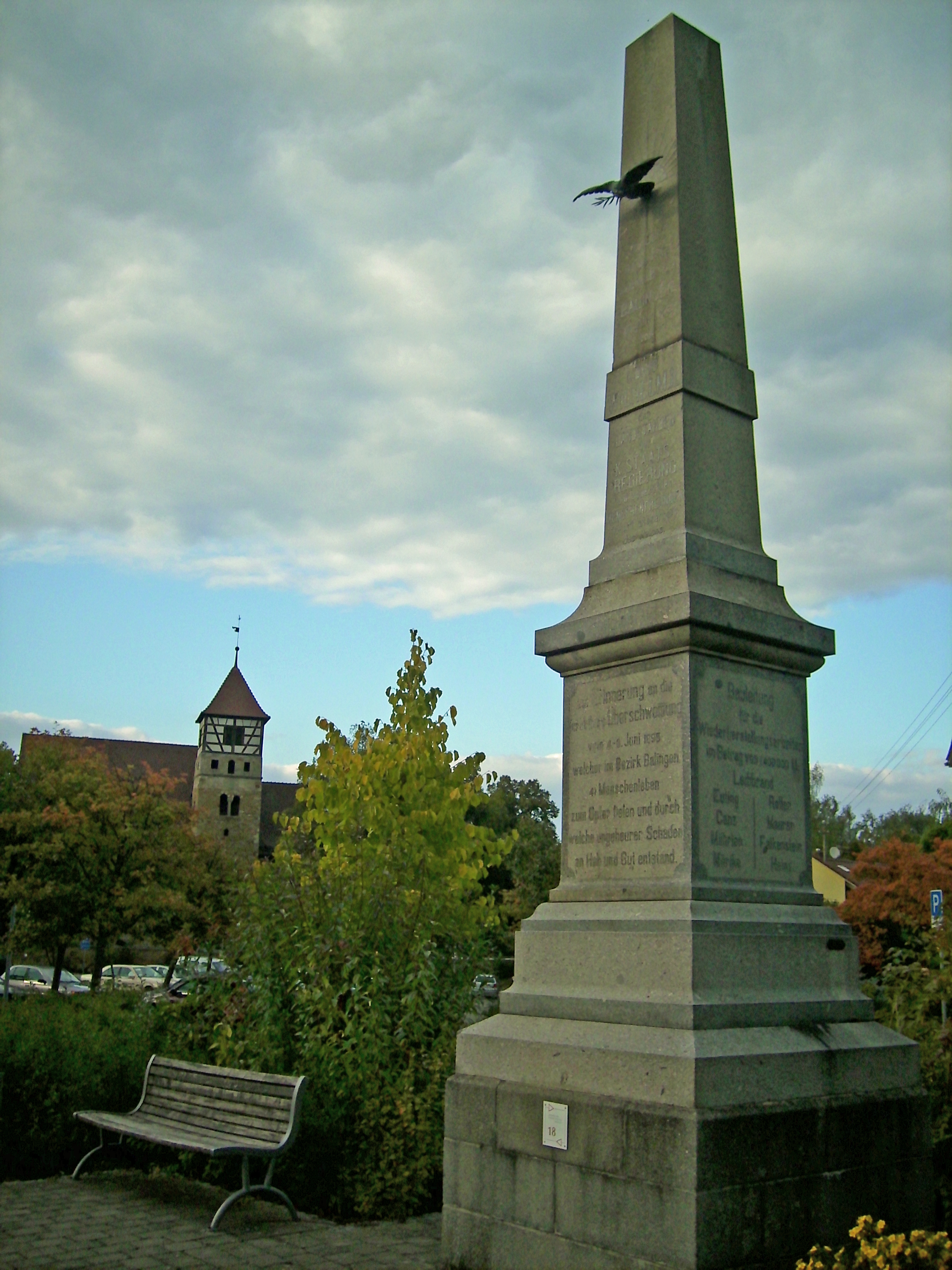
Hochwasserdenkmal in Balingen

Bei einem Hochwasser der Eyach kamen im Juni 1895 41 Bürger des Bezirks Balingen ums Leben.

## Ehemaliger unterirdischer Zulauf von Mineralwasser
Bei Bad Imnau gab es bis zur Fassung der dortigen Quellen starke unterirdische Zuläufe, welche am sprudelnden Kohlendioxid im Flussbett erkennbar waren. Heute wird dieses Wasser auch in Flaschen abgefüllt.

## Schutzgebiete

### Landschaftsschutzgebiete
Der Ursprung der Eyach liegt im Landschaftsschutzgebiet Albstadt-Bitz, welches sie bis Laufen mehrfach auf kurzen Strecken durchfließt. Bei Engstlatt liegt das kleine Landschaftsschutzgebiet Eyachtal beim Eckwäldchen und ab Stetten beginnt das Landschaftsschutzgebiet Eyachtal im Bereich des ehemaligen Landkreises Hechingen, durch das die Eyach bis zur Kreisgrenze zwischen Bad Imnau und Mühringen fließt. Zwischen Mühringen und Felldorf fließt die Eyach entlang des Landschaftsschutzgebiets Oberes Neckartal mit den Seitentälern Rommelstal, Starzeltal und Eyachtal.

### Naturdenkmale
Entlang der Eyach befinden sich folgende Naturdenkmale, die unmittelbar Uferbereiche der Eyach umfassen:
- flächenhaftes Naturdenkmal Mühltal bei Lehenmorgen (Nr. 84170020002)
- Einzelnaturdenkmal Efeu am Felshang und Eyachufer westlich Haigerloch-Stetten (Nr. 84170250112)

### Natura 2000
Zwischen Laufen und Dürrwangen fließt die Eyach durch ein Teilgebiet des FFH-Gebiets Östlicher Großer Heuberg. Hier wird die Eyach von einem schmalen Streifen des FFH-Lebensraumtyps 91E0 (Auwald mit Erle, Esche, Weide) begleitet. Um Lautlingen und Laufen streift sie zudem das Vogelschutzgebiet Südwestalb und Oberes Donautal und zwischen Ostdorf und Engstlatt das Vogelschutzgebiet Wiesenlandschaft bei Balingen.

### Sonstige Schutzgebiete
Auf der Gemarkung Mühringen fließt die Eyach durch den Naturpark Schwarzwald Mitte/Nord, der hier weit in die Oberen Gäue hineinreicht.

## Namensgeber
Der Name der Gemeinde Starzach wurde von denen der beiden an den Unterläufen ihr Gebiet im Westen und Osten begrenzenden Flüsschen Starzel und Eyach abgeleitet.